# 3546 Атанасов
3546 Атанасов (3546 Atanasoff) — астероїд головного поясу, відкритий 28 вересня 1983 року.
Тіссеранів параметр щодо Юпітера — 3,360.